# Port de Liepāja
Le port de Liepāja (en letton : Liepājas osta) est un port situé à Liepāja en Lettonie.

## Présentation
Le port de Liepāja est l'un des plus grands ports de Lettonie. 
Il se compose de trois parties principales.
Le port d'hiver est situé dans le canal commercial qui traverse la ville entre la mer Baltique et le lac Liepāja.
Le port d'hiver accueille  petits bateaux de pêche locaux ainsi que les cargos de taille moyenne. 
Au nord du canal commercial se trouve la zone principale du port, séparée du large par une jetée.
Cette partie du port peut accueillir de grands navires et des traversiers. 
Le « Stena Livia » circule quotidiennement depuis 2021 entre le port de Liepāja et Travemünde.
Plus au nord se trouve le port de Karosta, également appelé canal de Karosta, qui était autrefois un port militaire mais est maintenant utilisé pour la réparation des navires et à d'autres fins commerciales. 
Liepāja accueille également des yachts et autres bateaux de plaisance qui peuvent entrer dans le canal du Commerce et s'amarrer presque au centre-ville.

## Trafic annuel
Entre 2003 et 2023, le port Liepāja a géré le trafic suivant:
| Année                             | 2003   | 2004   | 2005   | 2006   | 2007   | 2008   | 2009   | 2010   |
| --------------------------------- | ------ | ------ | ------ | ------ | ------ | ------ | ------ | ------ |
| Passagers                         | 13 496 | 15 088 | 13 812 | 159    | 116    | 2115   | 20 041 | 10 674 |
| Marchandises (milliers de tonnes) | 4,858  | 4,478  | 4,509  | 4,003  | 4,039  | 4,190  | 4,381  | 4,383  |
| Année                             | 2011   | 2012   | 2013   | 2014   | 2015   | 2016   | 2017   | 2018   |
| Passagers                         | 18 586 | 33 242 | 42 607 | 42 305 | 39 782 | 32 992 | 41 111 | 46 713 |
| Marchandises (milliers de tonnes) | 4,856  | 7,431  | 4,838  | 5,299  | 5,611  | 5,680  | 6,589  | 7,538  |
| Année                             | 2019   | 2020   | 2021   | 2022   | 2023   |        |        |        |
| Passagers                         | 39 987 | 31 731 | 44 576 | 85 422 | 41 765 |        |        |        |
| Marchandises (milliers de tonnes) | 6,603  | 7,057  | 629,46 | 392,24 | 7,334  |        |        |        |